# Enquin-les-Mines
Enquin-les-Mines (Nederlands: Enken) is een plaats en voormalige gemeente in het Franse departement Pas-de-Calais in de regio Hauts-de-France. De plaats maakt deel uit van het arrondissement Sint-Omaars.

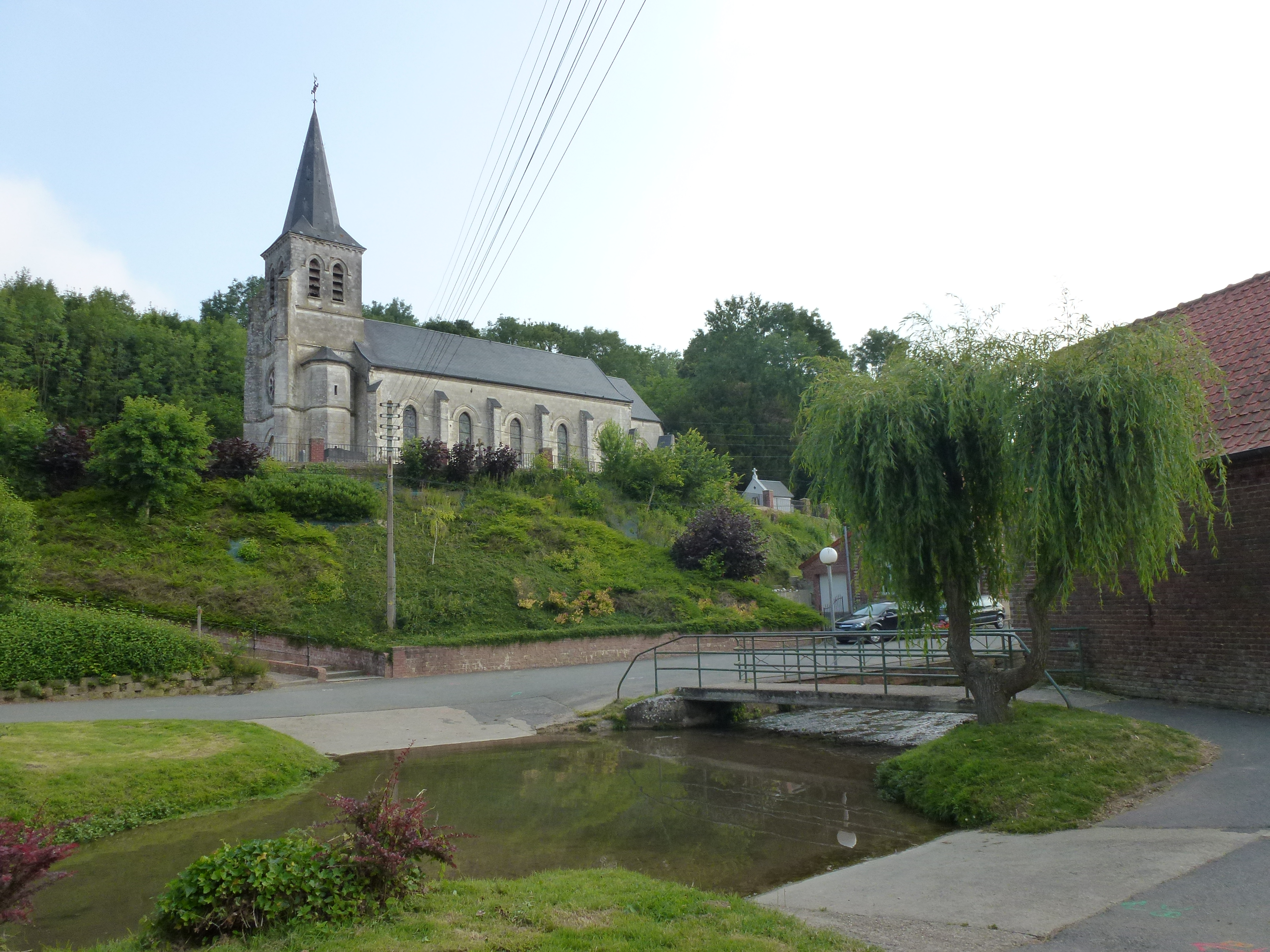
Église Saint-Omer aan de Laquette

## Geschiedenis

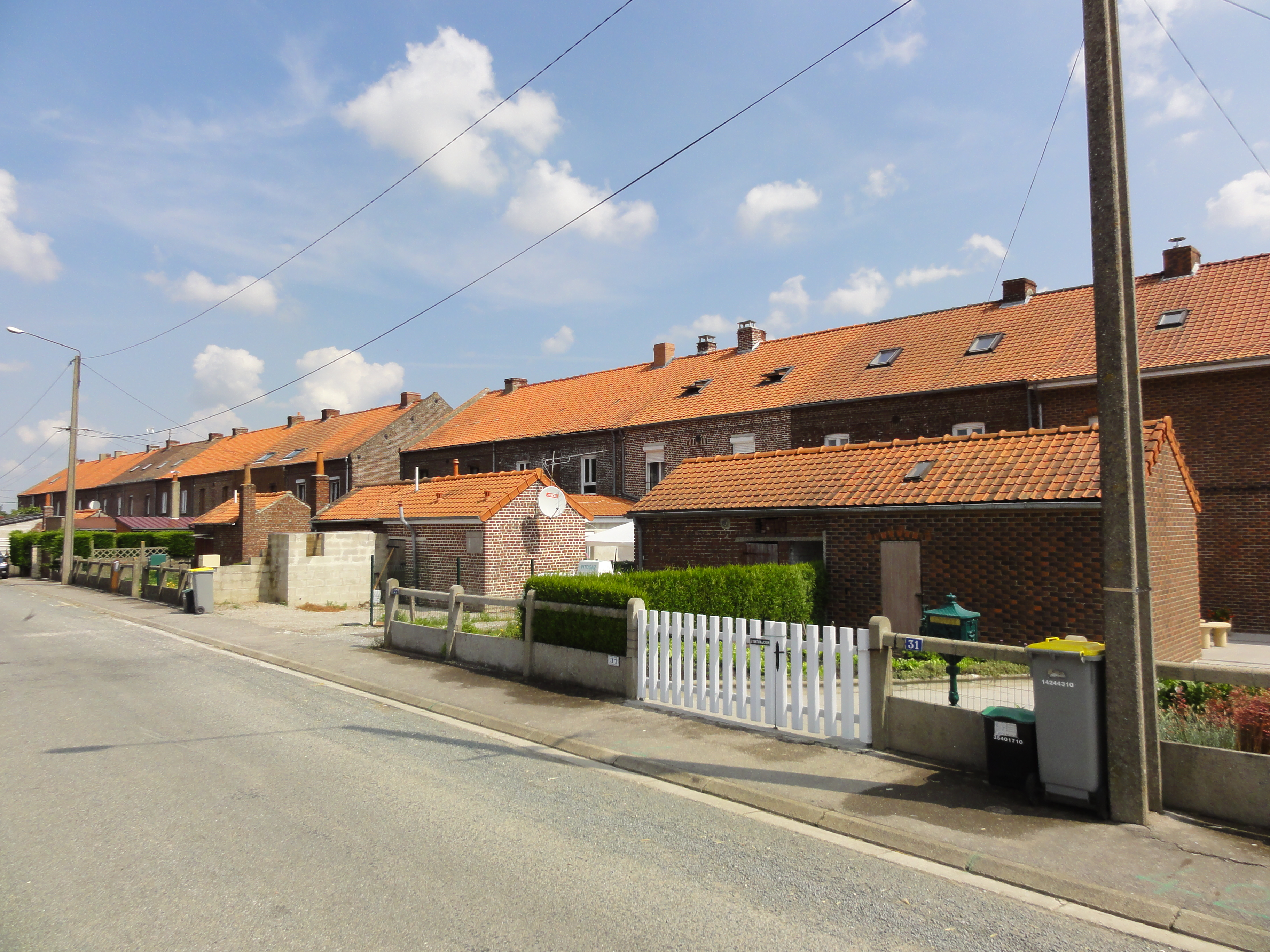
Mijnwerkershuisjes

Een oude vermelding van de plaats dateert uit de 12de eeuw als Enkin.
Op het eind van het ancien régime werd Enquin een gemeente. In 1822 werden de kleinere buurgemeenten Serny en Fléchinelle opgeheven en aangehecht bij Enquin.
Enquin lag aan de westelijke rand van het steenkoolbekken van Nord-Pas-de-Calais, dat in de 19de eeuw op grote schaal werd ontgonnen en rond 1850 werd ook in Enquin naar steenkool gezocht. In 1858 verkreeg de Compagnie des mines de la Lys-Supérieure de kleine concessie van Fléchinelle en begon met de exploitatie van de site. Aanvankelijk had de mijn een goede opbrengst. Het mijnbedrijf trok een cité met mijnwerkershuisjes op tussen Enquin en Fléchinelle.
In 1905 werd de gemeentenaam gewijzigd van Enquin in Enquin-les-Mines, verwijzend naar de mijnbouw, om verwarring te vermijden met een gelijknamige gemeente 30 km westelijker in hetzelfde departement; die andere gemeente Enquin werd hernoemd in Enquin-sur-Baillons.
De mijn leed echter wat onder een minder goede ontsluiting en minder grote steenkool en bleek uiteindelijk weinig rendabel. In 1928 sloot de mijn al definitief.
De gemeente was onderdeel van het kanton Fauquembergues totdat dit op 22 maart 2015 werd opgeheven en de gemeente werden opgenomen in het kanton Fruges. Op 1 januari 2017 fuseerde de gemeente met Enguinegatte tot de commune nouvelle Enquin-lez-Guinegatte.

## Geografie
De oppervlakte van Enquin-les-Mines bedraagt 11,1 km², de bevolkingsdichtheid is 82,6 inwoners per km². Door de gemeente loopt de Laquette. Naast Enquin zelf ligt in het oosten van de gemeente nog het dorpje Serny en in het zuiden het dorpje Fléchinelle.
De onderstaande kaart toont de ligging van Enquin-les-Mines met de belangrijkste infrastructuur en aangrenzende gemeenten.

## Bezienswaardigheden
- De Église Saint-Omer, met een klok uit 1784 die werd geklasseerd als monument historique in 1943.
- Op de gemeentelijke begraafplaats van Enquin-les-Mines bevinden zich drie Britse oorlogsgraven uit de Tweede Wereldoorlog

## Demografie
Onderstaande figuur toont het verloop van het inwonertal.
Enguinegatte‎ · Enquin-les-Mines · Fléchinelle · Serny